# Duane G. Carey
Duane G. Carey, född 30 april 1957 i Saint Paul, Minnesota, är en amerikansk astronaut uttagen i astronautgrupp 16 den 5 december 1996.

## Rymdfärder
- STS-109